# Zdravko Luburić
Zdravko Luburić (Pakrac, 1942.), hrvatski domovinski i iseljenički književnik i prevoditelj. Živi i radi u Remscheid-Lennepu.

## Životopis
Rodio se je u Pakracu, a školovao u Ivankovu, Zagrebu, Varaždinu, Kölnu i Hagenu. Od 1966. je u Remscheidu u SR Njemačkoj gdje je službenik općine. Potom je predavao njemački i hrvatski jezik na Visokom pučkom sveučilištu u Hückeswagenu. Od 1982. do 1992. bio je u Vijeću za strance grada Reimscheida, potom je u Vijeću za strance Sjeverne Rajne-Westfalije u dvama mandatima. Od 1992. voditeljem je godišnje manifestacije međunarodnih književnih večeri Remscheider Internationaler Literatur-Abend u Remscheidu, nakon čijeg se održavanja objavljuje antologija Wie das Lied des Windes s djelima sudionika književne večeri. Sudionik i inih književnih manifestacija, poput Struške večeri poezije u Makedoniji i Zagrebačkih književnih razgovora. Piše na hrvatskome i njemačkom. Pjesme su mu objavljene u časopisima diljem svijeta. Član je Društva njemačkih pisaca, Društvo pisaca Belgije Jane Tony, Društva hrvatskih književnika, Društva hrvatskih književnika Herceg-Bosne i Almae Matris Alumni Croeticae Deutschland.

## Djela
U inozemstvu mu je objavljeno čak 15 zasebnih pjesničkih zbiraka na njemačkom i hrvatskom.

## Nagrade i priznanja
Dobio je nagrade i priznanja:
- 1996. Povelja nakladničke kuće Reinhard Steinmaßl, Langenhorn.

- 2002., 2003. i 2005. stipendija Njemačkog Ministarstva vanjskih poslova.

- Od 2003. nalazi se u Internet Leksikonu njemačkih književnika.

- Od 1998. nalazi se u leksikonu Kürschneres Deutscher Literatur-Kalender.

- Od 2005. nalazi se u leksikonu Tko je tko u Njemačkoj - Intercontinental Book, Montreal, Kanada.

- 2004. godišnja nagrada Antun Branko Šimić, za zbirku poezije Molitva tmine.

- 2005. i 2006. godišnja književna nagrada SAPHO za najbolju stihozbirku objavljene u Hrvatskoj Teško pobijeđenima.

- 2007. nagrada Kočićevo pero za stihozbirku Ponižen i uvrijeđen

- 2008. nagrada Srebrni Orfej za pjesmu Prije nego iščezne smijeh.
- Šimun Šito Ćorić uvrstio ga je u svoju antologiju 60 hrvatskih emigrantskih pisaca, a pjesme su mu također u mnogim antologijama u Hrvatskoj, Njemačkoj i Belgiji na njemačkom, francuskom i hrvatskom jeziku.